# يسكوشوبان

يسكوشوبان هي بلدة صغيرة تقع في شمال شرق محافظة باري، الصومال.